# Ábádán
Ábádán (Abadan) (perzsául آبادان)  egy kikötőváros Iránban. Lakossága: 296 000 (1976). Egybeépült Horramsahr várossal, amellyel híd köti össze.

## Fekvése
Irán délnyugati részén, Huzesztán tartományban, az iraki határ közelében, pontosabban a Satt el-Arab deltájában, a 65 km hosszú, hasonló nevű homokszigetén található.

## Története
A hagyomány szerint a 8. században alapította egy Abbád (عباد – ʿAbbād) nevű muszlim szent. Az Abbászidák alatt fontos kikötőváros volt, ám később visszafejlődött.  Évszázadokig folyt a vita a hovatartozásáról az Oszmán Birodalom és Irán között. 1847-től tartozik Iránhoz. 1909-ben még csak mindössze 400 lakosú halászfalu volt. Fejlődését az olajnak köszönheti. 1978-ban a Rex moziban történt tűzben több száz ember halt meg, amit valószínűleg iszlám radikálisok okoztak, de a gyújtogatással az akkori titkosszolgálatot a SZÁVÁKot vádolták és a tragédia jelentős mértékben hozzájárult az iráni forradalom kirobbanásához. 1980–1988 között, az irak–iráni háború idején súlyos károkat szenvedett, a háború elején több mint egy évig ostrom alatt állt.

## Gazdaság
Kőolajipari központ. Itt épült 1912-ben az Anglo-Iranian Oil Company (Angol-Perzsa
Olajvállalat) első kőolaj-finomítója. Itt van Irán fő olajvezetékeinek terminálja (végpontja). Fontos exportkikötő. Nemzetközi repülőtere van.